# 45 Draconis
45 Draconis (d Draconis) é uma estrela na direção da Draco. Possui uma ascensão reta de 18h 32m 34.52s e uma declinação de +57° 02′ 44.2″. Sua magnitude aparente é igual a 4.77. Considerando sua distância de 2885 anos-luz em relação à Terra, sua magnitude absoluta é igual a −4.96. Pertence à classe espectral F7Ib.